# サイトエラ属
サイトエラ Saitoella はアナモルフ酵母（不完全酵母）の1属である。外面的にはごく普通の赤色酵母だが、系統的にひどく特異である。

## 概説
サイトエラは単細胞の菌体が出芽によって増殖するというもので、有性生殖は知られていない。外見的には担子菌の系統に属する赤色酵母のロドトルラと区別できない。
だが、生化学的性質や遺伝子の解析がこの株に適用されると、これが子嚢菌に属するだけでなく、大部分の子嚢菌に対して姉妹群をなすという特別な位置にあることが判明した。これに基づいて行われた研究から、まず古生子嚢菌類が分類群として認められるようになり、さらにはタフリナ菌亜門が立てられるようになった。
最初に発見されたものは Saitoella complicata と命名された。属名はロドトルラの分類学に貢献したKendo Saito に献名されたものである。種小名はこの種の持つ性質が入り組んだものであることによる。この属は長くこの1種のみ知られてきたが、近年もう1種が追加された。

## 特徴
ここでは最初の種 Saitoella complicata について記す。コロニーは黄色っぽく色づく。YM寒天培地上のコロニーはその表面はなめらか。栄養細胞は卵形から楕円形で、単独または対になって生じる。20℃でYM液体培地での培養3日目では、細胞の大きさは2.5-5.0×3.0-10.0μm。出芽は原則としてenteroblasticである。最初の出芽はholoblasticで、おそらくそれ以降のそれはenteroblasticである。これは担子菌系酵母の特徴とされる。菌糸や偽菌糸は形成されない。
無性生殖は出芽による。有性生殖は知られていない。ただ、時に厚壁の球形の細胞を形成し、これがプロトミケスやタフリナが宿主植物の組織内に形成する子嚢形成細胞に似ている。ただし、子嚢胞子は形成せず、好適な培地上では出芽して成長する。

## 経緯
この酵母を発見したのは杉山純多である。当時東京大学の大学院生であった彼は1967年にブータンの調査団に同行し、森林土壌からこれを分離した。彼はこれをロドトルラ属の Rhodotorula glutinis と同定した。これはその表現型がこの種と同じであることによる。同時にこの属は担子菌の系統に属するから、この株もそうであると見たことになる。
しかしながら、まず1985年にこの株がジアゾニウムブルーB呈色反応を示さないことが明らかになった。これは子嚢菌系酵母に典型的な特徴である。また細胞壁の微細構造が子嚢菌の特徴を持つことが1987年に判明した。他にも多くの生化学的研究がこの株の特殊性を示唆した。このようなことから、1987年にこの2株はサイトエラの名で新属新種 S. complicata として記載された。なお、記載の時点ではこの菌の所属を不完全菌亜門(Deuteromycotina)(Blastomycetes)クリプトコックス科(Cryptococcaceae)としている。また、この際にこの菌とプロトミセス、タフリナとの類似性も指摘されている。
さらに分子的な研究が積み重ねられ、最終的にはrDNAのデータから、この菌が子嚢菌の系統樹のごく基部から分岐したものであることが明らかになった。これらの研究は主に杉山の指導で行われた。彼は同時に他の菌類の系統についても見直しを加え、その結果タフリナや分裂酵母がこの酵母と共に子嚢菌の進化のごく初期に分枝した群であることを発見し、これを古生子嚢菌と名付けた。彼は子嚢菌類の大きな群とされていた半子嚢菌と通常の子嚢菌に対してこの群が姉妹群となること、この群が残りの子嚢菌の進化、そしておそらく担子菌の進化の鍵となる位置にあると考えた。

## 分類
上記のようにこの属は子嚢菌門タフリナ菌亜門に含まれる。ただしその下での扱いは確定していない。Hibbett et al(2007)ではこの亜門の下でこの属のみを所属不明として扱っている。
この属には上記の種のみしか知られていなかった。しかも、この種については杉山が分離した二株のみが知られ、2012年現在でも新たな株の発見は知られていない。しかし2012年、第2の種である S. coloradoensis が記載された。これはアメリカ・コロラドでエンゲルマントウヒの昆虫の糞粒から分離された。
この種はタイプ種とは遺伝子的にはっきりと区別され、表現型としては栄養要求に違いがある。

## 利害
この属については長く1種のみ、それも最初に発見された2株のみで知られ、野外における活動などは一切不明である。
だがこの酵母には、ユビキノンの中でもヒトが用いているのと同じ、いわゆるコエンザイムQ10を生産する能力があり、その生産に利用される。この菌を利用した生産技術について、多くの報告や特許申請が存在する。

## その他
Kurzman(2010)は「Description of new yeast species - is one strain enough?（新しい酵母を記載することについて-単一株で十分か？）」と題する論文の中でこの菌について言及している。彼は現在のような遺伝子情報を元に研究が行われた場合でも判断を誤る可能性は様々に考えられ、新種を記載するなら十分な数の株を用いて行うべきと論じている。だが、ごく少数株で記載が行われた特殊例としてこの菌を挙げた。この菌の系統上の特殊性について述べ、もし株数が少ないことを理由に記載を控えたとしたら、我々のこの分野における知識に大きな欠落が生じただろうと述べている。